# Alsóhutka
Alsóhutka (szlovákul: Nižná Hutka) község Szlovákiában, a Kassai kerület Kassa-környéki járásában.

## Fekvése
Kassától 10 km-re délkeletre, a Tarca bal partján fekszik.

## Története
A falu a 11–12. században keletkezett. 1293-ban „Hwthka” néven említik először, neve személynévi (Hugka) eredetű. Alsóhutka 1335-ben szerepel oklevélben „Hudka” alakban. 1427-ben az abaszéplaki apátsághoz tartozott, 9 portát számoltak össze a faluban.
A 18. század végén Vályi András így ír róla: „Alsó, és Felső Hutka. Két tót falu Abaúj Várm. földes Urai több Uraságok, lakosai katolikusok, fekszenek Hernád vizéhez közel, majd minden javaik vagynak, és Kassa is szomszédságokban lévén, piatzok alkalmatos.”
Fényes Elek 1851-ben kiadott geográfiai szótárában így ír a faluról: „Hutka (Alsó), magyar-tót falu, Abauj vmegyében, a Tarcza mellett, 171 kath., 14 evang., 150 ref. lak. Ref. szentegyház. F. u. a sz. István semináriuma. Ut. p. Kassa.”
Borovszky Samu monográfiasorozatának Abaúj-Torna vármegyét tárgyaló része szerint: „Alsó-Hutka község 58 házában 364 magyar és tót lakik, Felső-Hutkán 52 házban 302 tót lakos. Mind a kettőnek postaállomása Széplak, táviróállomása Alsó-Mislye.”
A trianoni diktátumig Abaúj-Torna vármegye Füzéri járásához tartozott, majd az új Csehszlovák államhoz csatolták. 1938 és 1945 között ismét Magyarország része.

## Népessége
| Év:            | 1994. | 2004.    | 2014.    | 2024.   |
| -------------- | ----- | -------- | -------- | ------- |
| Emberek száma: | 404   | 511      | 590      | 609     |
| Eltérés:       |       | +26,48 % | +15,45 % | +3,22 % |

| Év:            | 2023. | 2024. |
| -------------- | ----- | ----- |
| Emberek száma: | 609   | 609   |
| Eltérés:       |       | +0 %  |

1910-ben 329-en, többségében ruszin anyanyelvűek lakták, jelentős magyar kisebbséggel.
2001-ben 467 lakosából 454 szlovák volt.
2011-ben 543 lakosából 485 szlovák volt.